# Hypocassida
Hypocassida — род жуков из семейства листоедов.

## Систематика
- Hypocassida meridionalis (Suffrian, 1844)
- Hypocassida subferruginea (Schrank, 1776) — Щитоноска рыжая